# 383

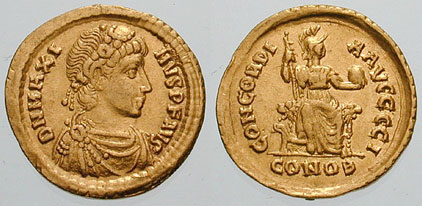
Keizer Magnus Maximus (r. 383-388)

Het jaar 383 is het 83e jaar in de 4e eeuw volgens de christelijke jaartelling.

## Gebeurtenissen

### Europa
- Magnus Maximus wordt door zijn troepen tot keizer (Augustus) uitgeroepen. Hij steekt vanuit Brittannië met een expeditieleger over naar Gallië en verslaat bij Lutetia (huidige Parijs) zijn rivaal Gratianus.
- 25 augustus - Gratianus probeert te vluchten naar Italië, maar wordt bij Colonia Copia Claudia Augusta Lugdunum (Lyon) door opstandige soldaten gevangengenomen en vermoord.
- Magnus Maximus regeert als usurpator (tegenkeizer) over Gallië en Hispania. Hij maakt Augusta Treverorum (Trier) de hoofdstad van het West-Romeinse Rijk.
- Trier wordt een van de welvarendste steden van het Romeinse Rijk. De verbreiding van het christelijke geloof bevordert de economische groei. De "munt van Trier" is de grootste producent van gouden en zilveren munten van het Westen. Daarnaast is de stad befaamd om zijn monumentale architectuur, waaronder een forum, een amfitheater en een stenen brug die de Moezel geheel overspant.
- Ambrosius van Milaan voert vredesonderhandelingen met Magnus Maximus. Keizer Theodosius I stuurt generaal Bauto (magister militum) naar Noord-Italië om de Alpenpassen te versterken.
- Theodosius I sluit een overeenkomst en erkent Magnus Maximus als legitieme keizer. De 12-jarige Valentinianus II krijgt Italië en Africa toegewezen, dit onder regentschap van zijn moeder Justina.

### Perzië
- Koning Ardashir II wordt door de adel afgezet en zijn neef Shapur III bestijgt de troon. Het zoroastrisme wordt een staatsgodsdienst; de priesters worden oppermachtig in het Perzische Rijk.

## Geboren
- Lupus van Troyes, bisschop en heilige (overleden 478)

## Overleden
- Ardashir II, koning van de Sassaniden (Perzië)
- Blaesilla (20), Romeinse heilige
- 25 augustus - Gratianus (24), keizer van het Romeinse Rijk
- Ursula van Keulen, patroonheilige
- Wulfila, Gotische bisschop en Bijbelvertaler